# Амиджич, Зоран
Зоран Амиджич (серб. Зоран Амиџић; 31 марта 1972) — боснийский футболист, защитник.

## Карьера
Начинал карьеру в боснийском клубе «Рудар» (Углевик). Затем Амиджич перешел в югославский чемпионат. Вместе с «Хайдуком» из Кулы он участвовал в розыгрыше Кубка Интертото.
В 2001 году защитник переехал в Россию. Первым его клубам стал выступавший в Первом дивизионе тульский «Арсенал». Через год босниец перешел в «Химки», куда его позвал тогдашний наставник команды Равиль Сабитов. По ходу сезона защитник стал первым иностранным капитаном в истории команды.
В 2003 году Амиджич играл в костанайском «Тоболе». Вместе с ним он становился вице-чемпионом Казахстана.
В 2004 году футболист вернулся в «Арсенал», в котором босниец завершил свою карьеру.

## Достижения
- Серебряный призер Казахстанской Суперлиги: 2003.
- Финалист Кубка Казахстана: 2003.